# Соколий Бор
Соколий Бор — поселок в Рогнединском районе Брянской области в составе Селиловичского сельского поселения.

## География
Находится в северной части Брянской области на расстоянии приблизительно 14 км на северо-восток по прямой от районного центра поселка Рогнедино.

## История
Возник в начале XX века. На карте 1941 года отмечен как поселение с 25 дворами.

## Население
Численность населения: 113 человек (1926 год), 11 (русские 100 %) в 2002 году, 0 в 2010.